# هیونچولی
هیونچولی (به لاتین: Hiunchuli و به نپالی(دیواناگری): हिउँचुली) یک قله از توده‌کوه آناپورنا در استان گانداکی پرادش نپال واقع شده‌است. هیونچولی ۶٬۴۴۱ متر بالاتر از سطح دریا واقع شده‌است.

## نگارخانه

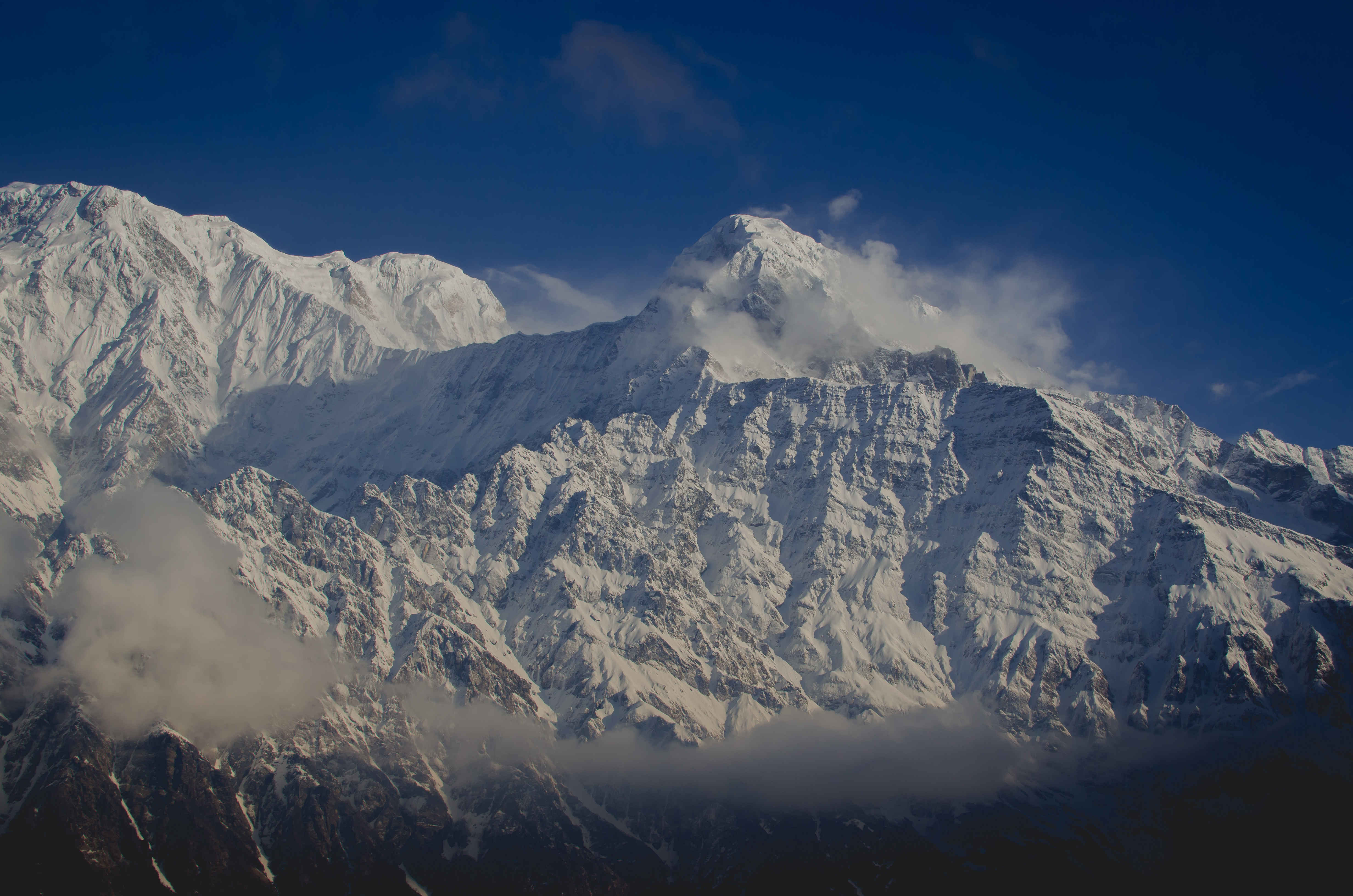
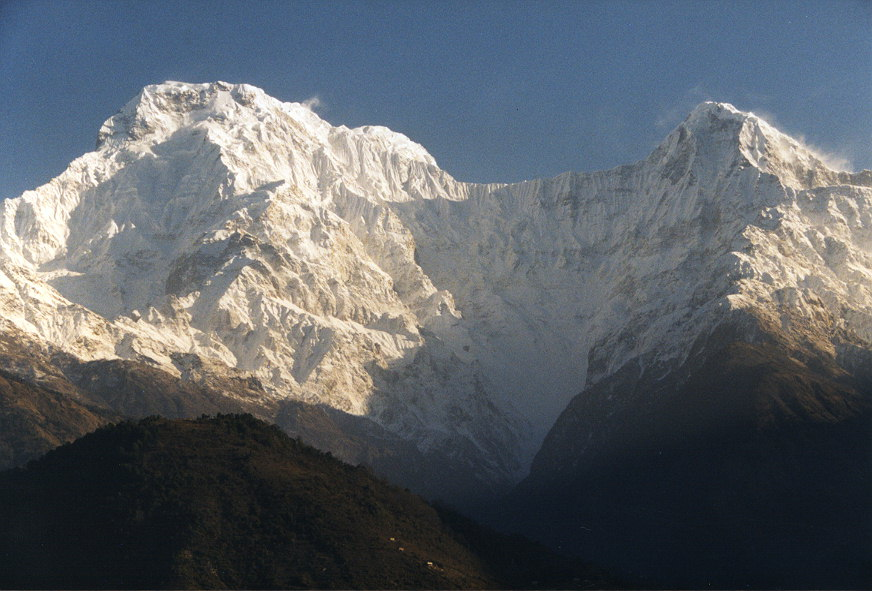
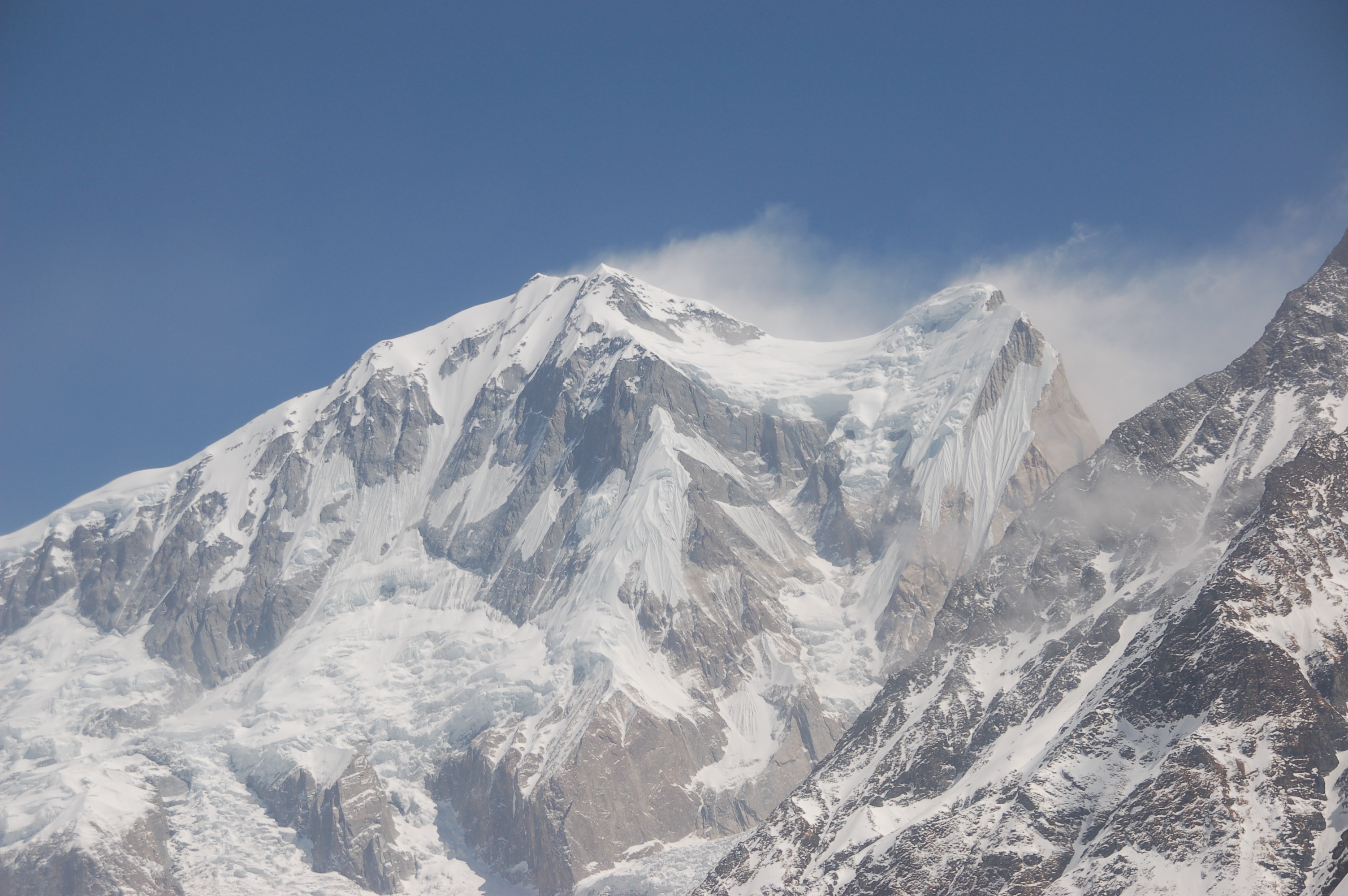
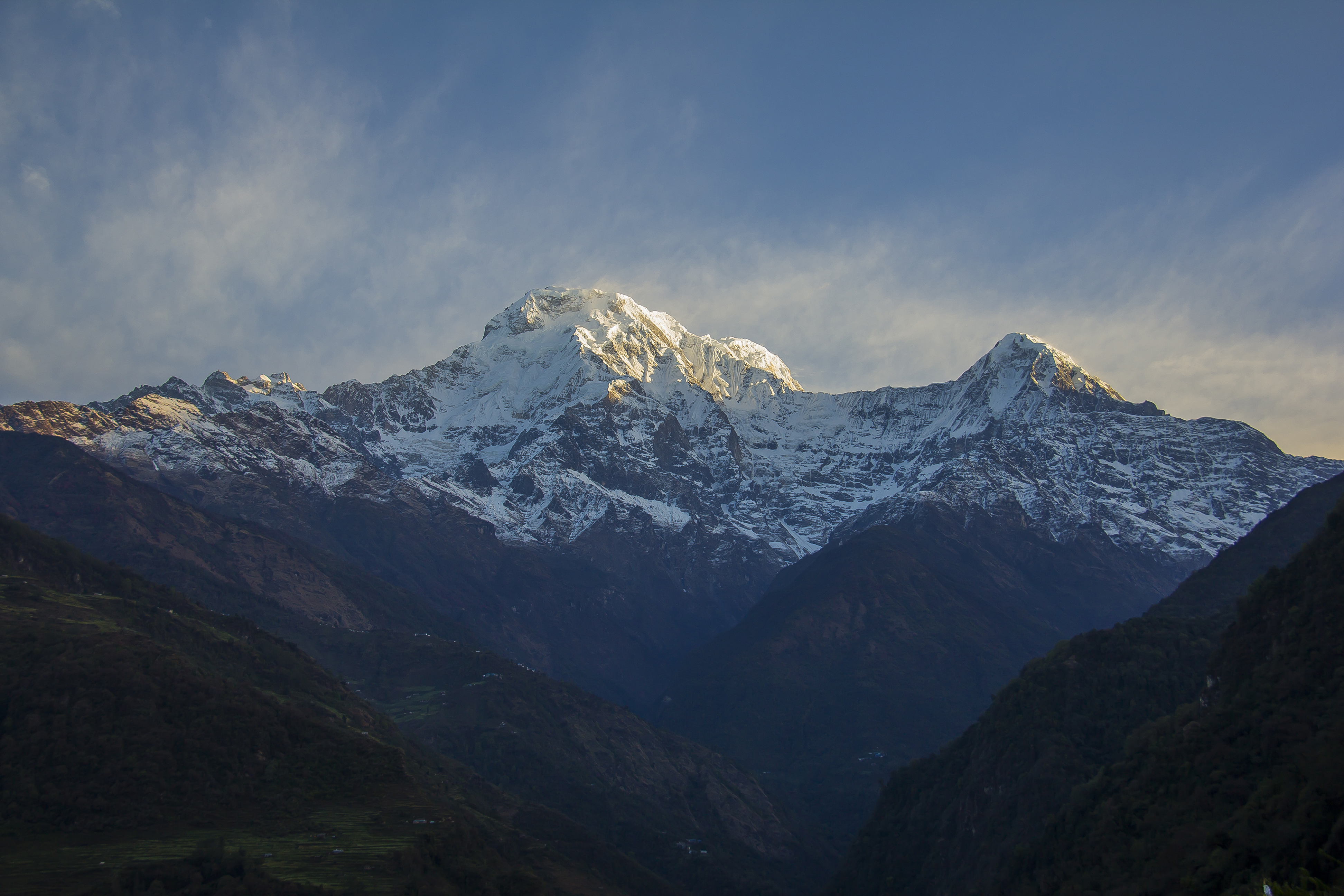
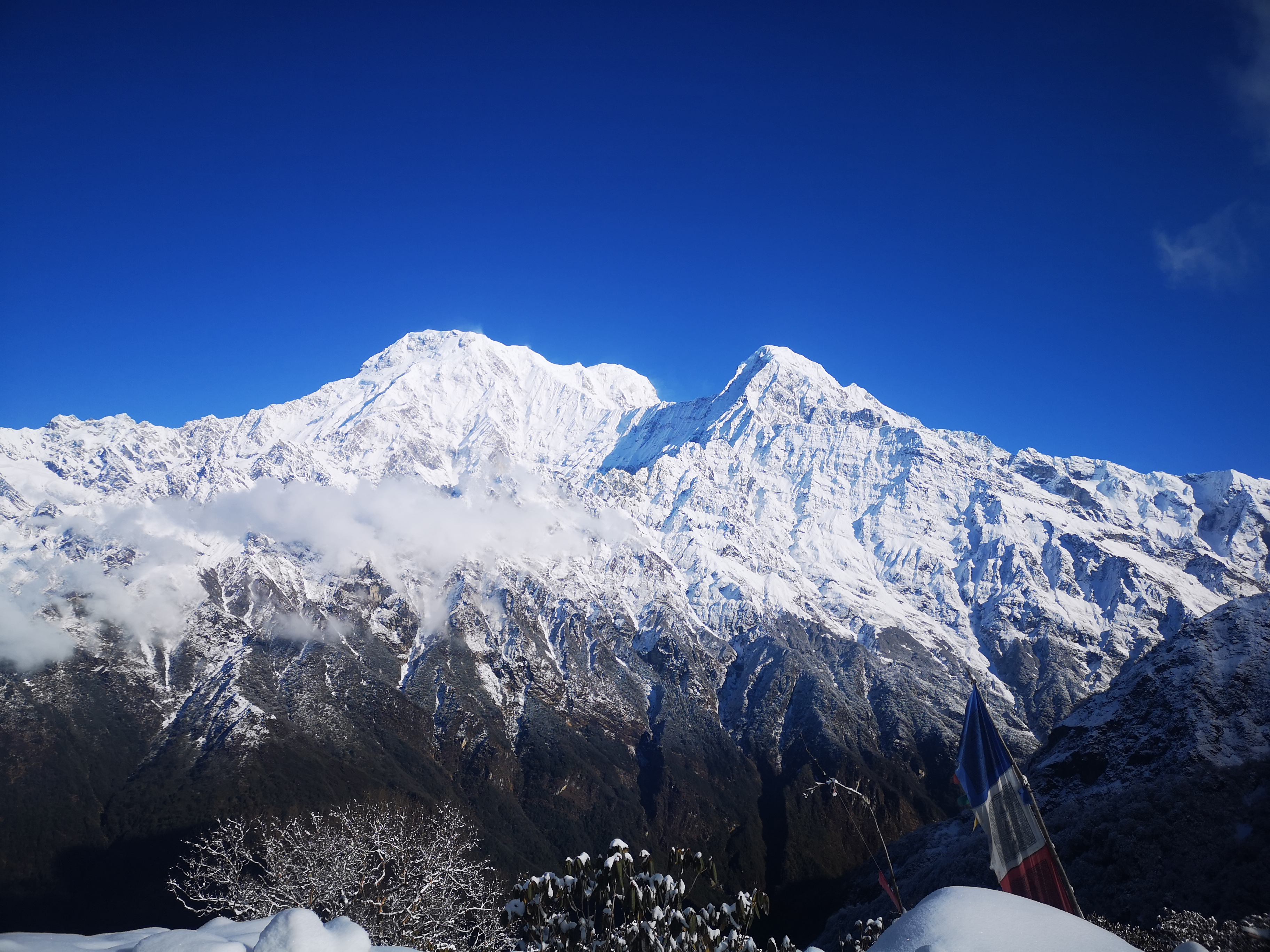
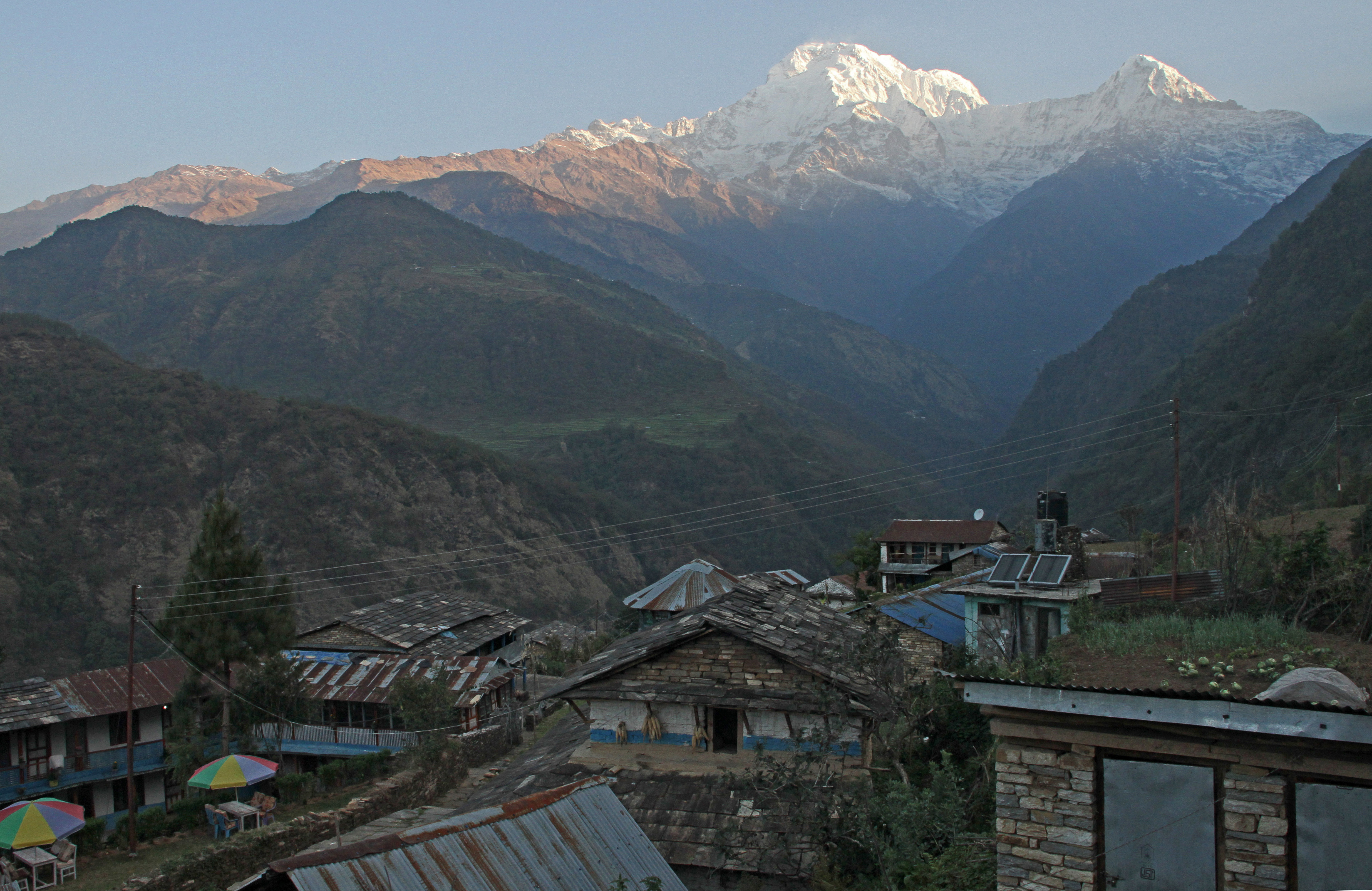

تضاویری از قله هیونچولی